# Champagne Charles Mignon - Léon Launois
Pour les articles homonymes, voir Mignon (homonymie) et Launois.
Charles Mignon - Léon Launois est une maison de champagne fondée en 1995 à Épernay. La maison possède ses propres vignobles dans la commune grand cru de Chouilly et dans la vallée de la Marne. La maison a des contrats avec des vignerons de la vallée de la Marne ainsi que des coteaux de la Montagne de Reims. Une grande partie des raisins transformés en champagne sont des chardonnay de la Côte des Blancs.
Le pinot meunier est cultivé au Mesnil Le Huttier et à Festigny. Comme l'entreprise a besoin de plus de raisins qu'il n'est possible d'en cultiver, des contrats ont été conclus avec des agriculteurs de la vallée de la Marne et des environs d'Épernay.
Le pinot noir provient majoritairement des villages « grand cru » et « premier cru » présents sur les pentes de la Montagne de Reims. Le chardonnay provient, entre autres, de la commune grand cru de Chouilly et de la commune premier cru de la Côte des Blancs.
Le moût est vinifié en vin blanc tranquille dans des chais certifiés ISO 22000. La première fermentation alcoolique a lieu dans de grands récipients en acier inoxydable. Lorsque le jeune vin blanc tranquille a été mis en bouteille avec une liqueur de tirage, la seconde fermentation peut avoir lieu dans les « crayères », des voûtes creusées dans les falaises de craie. Les mêmes caves fraîches sont utilisées pour la prise de mousse et le vieillissement obligatoire pendant l'année et demie suivante.

## Les champagnes
- Le Brut Premium-Réserve est composé des trois cépages principaux de Champagne, le pinot noir, le pinot meunier et le chardonnay. Le champagne est une réserve, ce qui signifie que le vin a été mélangé avec les réserves de la cave. De cette façon, même une année moins millésimée permet d'obtenir une qualité constante et une fidélité au style de la maison. Le brut est le champagne le plus vendu et la carte de visite de la maison.
- Le Premium-Brut Réserve 1er Cru est composé à 75% de pinot noir et à 25% de chardonnay des communes de premier cru.
- Le Premium Reserve Brut Rosé 1er Cru est un champagne rosé. C'est un assemblage de pinot noir et de chardonnay coloré avec 8 à 15% de vin rouge du grand cru village de Bouzy.
- L' Hymne de L'Amour est assemblé à partir des trois principaux cépages champenois, le pinot noir, le pinot meunier et le chardonnay.
- La Cuvée Comte de Marne Brut Grand Cru a été élaborée à partir de 55% de pinot noir et 45% de chardonnay issus de communes grand cru. Ce vin a été élevé sur levure dans les caves pendant trois ans.
- La Cuvée Comte de Marne Rosé Grand Cru est un champagne rosé. C'est un assemblage de pinot noir et de chardonnay de communes grand cru, coloré avec 10 à 15% de vin rouge du village grand cru de Bouzy. Ce vin a été élevé sur levure dans les caves pendant trois ans.
- La Cuvée Comte de Marne Millésime 2008 est un millésime, ce qui signifie que tous les raisins ont été cueillis la même année. Seuls des raisins, 55% de pinot noir et 45% de chardonnay, issus de communes grand cru ont été utilisés pour ce champagne. Ce vin a été laissé vieillir en cave sur levure pendant trois ans